# TK/KN-3
La carretera prefectural 3 (東京都道・神奈川県道3号世田谷町田線, Tōkyōto-dō Kanagawa kendō 3-gō Setagaya Machida-sen) és una carretera prefectural de primera classe compartida entre les prefectures de Tòquio i Kanagawa, comunicant el districte especial de Setagaya amb la ciutat de Machida, ambdós punts localitzats a Tòquio.
La TK/KN-3 rep diversos noms com ara "carrer Setagaya" (世田谷通り, Setagaya-dōri), "camí de Tsukui" (Tsukui-michi) o "carretera de Tsurukawa" (Tsurukawa-kaidō). La carretera prefectural 3 té una llargària total de 27,2 quilòmetres. Les seccions del recorregut a Tòquio i Kawasaki tenen una llargària de 18.424 i 8.816 metres respectivament.

## Història
La secció del traçat viari que passa pel centre de Setagaya va ser creada i desenvolupada dins dels preparatius per als Jocs Olímpics d'Estiu de 1964. Des de l'11 de maig de 1993, la carretera prefectural 3 va ser reanomenada amb la seua actual denominació, sent categoritzada com a carretera prefectural de primera classe.

## Recorregut
| Enllaç | Recorregut | Recorregut | Recorregut | Recorregut |
| ------ | ---------- | ---------- | ---------- | ---------- |
| N-246  | Tòquio     | Setagaya   | Setagaya   |            |
| TK-318 | Tòquio     | Setagaya   | Setagaya   |            |
| TK-427 | Tòquio     | Setagaya   | Setagaya   |            |
| TK-311 | Tòquio     | Setagaya   | Setagaya   |            |
| TK-428 | Tòquio     | Setagaya   | Setagaya   |            |
| TK-11  | Tòquio     | Setagaya   | Setagaya   |            |
| TK-11  | Tòquio     | Komae      | Komae      |            |
| TK-114 | Tòquio     | Komae      | Komae      |            |
| Local  | Kanagawa   | Kawasaki   | Kawasaki   |            |
| KN-9   | Kanagawa   | Kawasaki   | Kawasaki   |            |
| KN-13  | Kanagawa   | Kawasaki   | Kawasaki   |            |
| KN-124 | Kanagawa   | Kawasaki   | Kawasaki   |            |
| Local  | Kanagawa   | Kawasaki   | Kawasaki   |            |
| KN-137 | Kanagawa   | Kawasaki   | Kawasaki   |            |
| KN-12  | Kanagawa   | Kawasaki   | Kawasaki   |            |
| TK-139 | Tòquio     | Machida    | Machida    |            |
| TK-57  | Tòquio     | Machida    | Machida    |            |
| TK-18  | Tòquio     | Machida    | Machida    |            |
| TK-52  | Tòquio     | Machida    | Machida    |            |
| TK-47  | Tòquio     | Machida    | Machida    |            |